# 1,3-金刚烷二醇
1,3-金刚烷二醇（英語：1,3-adamantanediol，或称为金刚烷-1,3-二醇）化学式C10H16O2 是一种金刚烷衍生的二醇，工业上的合成方法与1-金刚烷醇相同，其它副产物还有2-金刚烷酮、1,3,5-金刚烷三醇等。